# Panträtt
Panträtt (juridisk term) är rätten att i vissa fall realisera egendom som ställts som säkerhet för en fordran, för att ta betalt ur köpeskillingen. Det är en ekonomiskt mycket betydelsefull sakrätt. Den egendom som omfattas av panträtten kallas pant.
För att en frivillig upplåtelse av panträtt (så kallad pantförskrivning) skall gälla gentemot tredje man krävs dels ett pantavtal, dels tradition eller någon form av denuntiation eller registrering. Det senare gäller för hypotek eller om den egendom som skall pantsättas förvaras hos tredje man, exempelvis aktier i avstämningsbolag.
Panträtt som upplåtits genom pantförskrivning kallas konventionell panträtt, i motsats till legal panträtt som uppkommer till följd av lagens krav. En kommissionär som på grund av utförd kommission har en fordran på sin kommittent har legal panträtt i de varor han köpt för dennes räkning. Sjöpanträtt och luftpanträtt är särskilt omfattande legala panträtter i fartyg, luftfartyg och gods, vilka tillkommer bland annat lotsar, bärgare, sjöfolk, rederier med flera som inte fått betalt för sina tjänster.